# Garrulus lanceolatus
Garrulus lanceolatus là một loài chim trong họ Corvidae.

## Hình ảnh

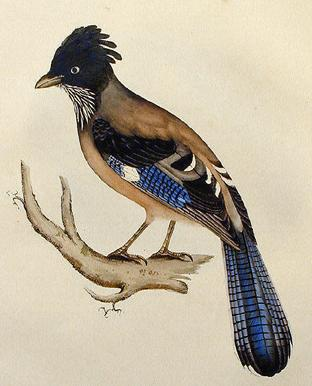
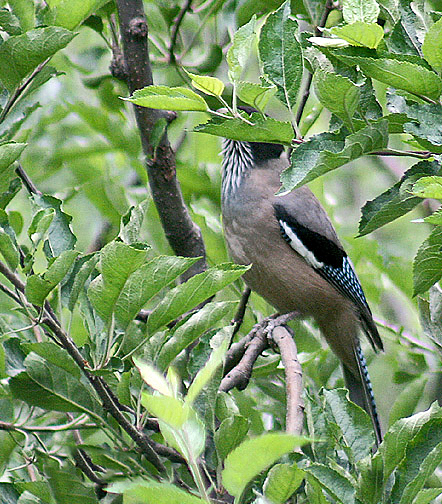
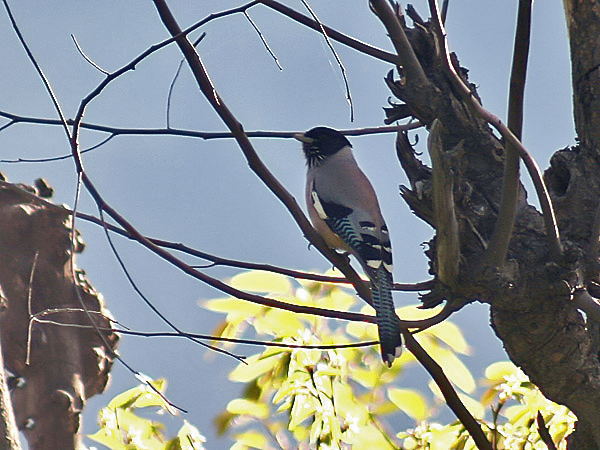